# Gmina Kijewo Królewskie

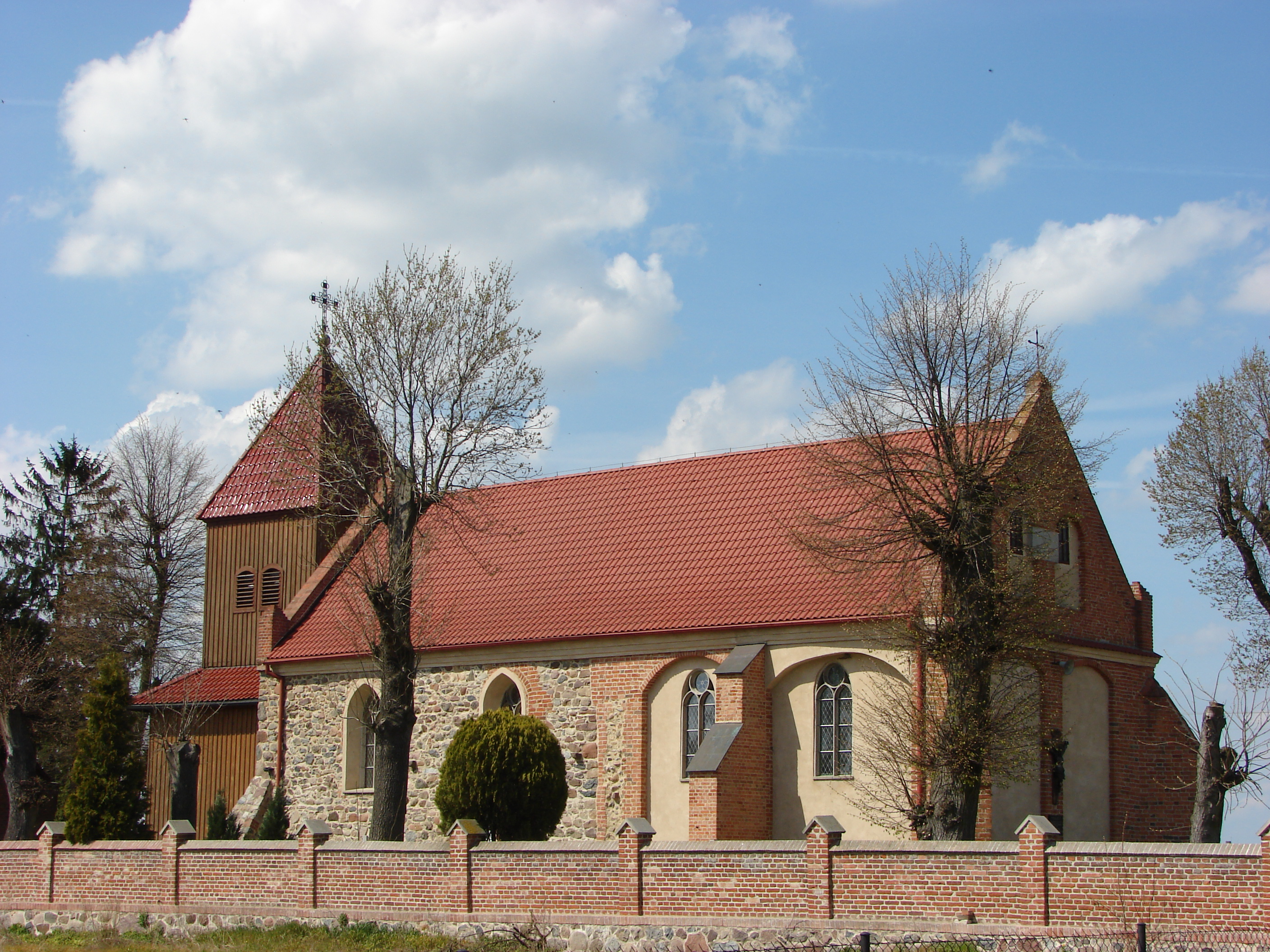
Pfarrkirche aus dem 13. Jahrhundert.

Die Gmina Kijewo Królewskie ist eine Landgemeinde im Powiat Chełmiński der Woiwodschaft Kujawien-Pommern in Polen. Ihr Sitz ist das gleichnamige Dorf (deutsch Königlich Kiewo).

## Gliederung
Zur Landgemeinde Kijewo Królewskie gehören 11 Dörfer (deutsche Namen amtlich bis 1945) mit einem Schulzenamt:
- Bajerze (Baiersee)
- Bągart (Baumgart)
- Brzozowo (Brosowo)
- Dorposz Szlachecki (Hönsdorf)
- Kiełp (Kielp)
- Kijewo Królewskie (Königlich Kiewo)
- Kijewo Szlacheckie (Adlig Groß Kiewo)
- Szymborno (Schönborn)
- Trzebcz Królewski (Königlich  Trzebcz)
- Trzebcz Szlachecki (Adlig Groß Trzebcz)
- Watorowo (Waltersdorf)

Eine weitere Ortschaft der Gemeinde ist Kosowizna (Koßowizna, 1938–1945 Kossowisna).